# Homicidio preterintencional
El homicidio preterintencional es una figura jurídica existente en algunos sistemas jurídicos referida al homicidio donde hubo un desbordamiento de las intenciones del autor, en las que primitivamente quiso ejercer daño, pero que resultó con la muerte de la víctima: «minus voluit delinquere et plus delinquit» (Bartolomeo Cipolla en Consilia Criminalia). El Diccionario de la lengua española recoge el término “preterintencional” como la «acción que produce efectos de mayor gravedad que los que se pretendían causar».
Sin embargo, con el creciente garantismo del derecho moderno, el hecho preterintencional sólo debe atribuirse a una culpabilidad comprobada, y nunca objetivamente: esto es lo que, por otra parte, surgió del Congreso Internacional de Derecho Penal celebrado en Hamburgo en 1979: "4. a) La responsabilidad penal por actos negligentes debe ser siempre coherente con el principio de culpabilidad, como elemento subjetivo previsto por la ley y basado en una conducta contraria a las normas de seguridad y prudencia, teniendo en cuenta la gravedad del daño causado, previsto o previsible, así como, en los casos previstos por la ley, el grado de peligrosidad de dicha conducta. b) Nadie debe ser castigado por las consecuencias no deseadas de su acto, incluso si constituye un delito, excepto en la medida en que las prevé o pudo haberlas previsto" .

## Aplicación en diversos países

### Argentina
Según el Código Penal de la República Argentina corresponde a: "Delito que se concreta cuando el agresor actúa con la intención de causar un daño en el cuerpo o en la salud, con un medio idóneo para ello, pero finalmente le provoca la muerte."
Pena asociada: reclusión de tres a seis años o prisión de uno a tres años.

### Francia
En el derecho penal francés, el caso de homicidio está regulado en el art.  222-7 c.p.: "La violencia que conduzca a la muerte sin intención de causarla se castiga con quince años de prisión penal".  El Art. 222-7 CP también es aplicable para los delitos a que se refieren los artículos.  222-39 cp, L. 235-1 y 234-1 cr, y 3421-1 csp, porque de lo contrario la pena por homicidio involuntario es demasiado baja; y luego el artt. 222-6 c.p.,322-8 c.p.,322-7 c.p.,322-10 c.p., 421-4 c.p,   222-15 c.p. (casos preintencionales "más excepcionales")    . Por el homicidio preterintencional que se refiere el art.  222-7 CP, el legislador francés prevé las circunstancias previstas en el art.  222-8 CP: “El delito tipificado en el artículo 222-7 se castiga con veinte años de prisión por el delito cometido [...]”.  Y también prevé otros casos de delitos intencionales preintencionales como el aborto intencional preintencional, y delitos agravados por un hecho no deseado, imputados objetivamente sin que requiera una determinación concreta de culpabilidad. En Francia hay poco rigor a la hora de abordar la preterintención, de hecho en un caso típico de dol eventual (lanzar piedras desde el viaducto al parabrisas de los coches que circulan por una autopista), parte de la doctrina francesa ha aplicado el art.  222-7 cp sobre homicidio preterintencional.

### España
El Código Penal de España no incluye la tipología de homicidio preterintencional. En cambio, las leyes española (imitando las soluciones suizas y suecas [§§ 5,7 strafflagen]  regula el homicidio preterintencional imputando al infractor dos delitos: el delito voluntario de lesiones y el homicidio involuntario (por negligencia, imprudencia e incompetencia [artt. 5, 142, 147 c.p.])  por lo tanto, difieren de los sistemas que regulan el homicidio preterintencional como un caso unitario (como el sistema francés con el artículo 222-7 del código penal, o el sistema italiano con el artículo 584 del código penal).
Sin embargo, en un sinnúmero de casos, la misma ha sido utilizada por la jurisprudencia. Se recurre a ella cuando no es posible clasificar la culpabilidad del autor en ninguno de los supuestos de dolo o imprudencia.

### Italia
El Código Penal de Italia incluye el homicidio preterintencional en el artículo 584.
En el pasado se ha debatido mucho si la conducta del art.  584 c.p.  debe o no alcanzar al menos el umbral de tentativa de lesión o golpiza (art. 56 c.p.), para que el hecho de muerte no intencionada sea atribuido al infractor.  La cuestión ya no tiene motivos para ser discutida después de las sentencias del Tribunal Constitucional de 1988 núms.  1085 y 364: <<El primer párrafo del art.  27 de la Constitución [...] exige la "culpabilidad" del agente respecto de los elementos más significativos del caso típico (una relación psíquica entre el sujeto y el hecho) [...].  La responsabilidad penal surge, por tanto, sólo en presencia real del elemento subjetivo: la culpa nunca puede asumirse [...]>>.  Es más, como, de relato, ya había explicado el tribunal constitucional en 1987: los actos dirigidos a... del artt.  43 y 584 c.p.  son al menos actos de tentativa: <<la doctrina más reciente ha señalado la llamada teoría de la "acción que se está produciendo", ya que no puede haber "actualidad" de la violencia si la acción ya ha tenido lugar: la exigencia de actualidad, por tanto, ayuda a resolver, caso por caso, las situaciones en las que la eficacia de la violencia puede manifestarse efectivamente>>.  Un intento de homicidio no puede configurarse lógicamente: la realización del acontecimiento de muerte por homicidio es una conditio sine qua non para hablar de un delito de homicidio.
Si bien el legislador de 1930 aclaró la diferencia entre malicia y preterintención (Informe ministerial sobre el proyecto de código penal, 1, p. 87: "La distinción entre delito doloso y delito doloso está plenamente justificada, no porque el primero no sea intencional, sino porque no lo es exclusivamente; hay en él una parte del acontecimiento, que no es deseada por el agente, pero que le es imputada como consecuencia de su acción u omisión. La disputa sobre el título en virtud del cual la ley considera responsable al agente de esta parte del hecho, que excedió la intención, aún no ha concluido, pero no influye en la determinación del nomen iuris, que ha sido adoptado".), e indicó que el hecho preintencional se atribuye basándose únicamente en el nexo causal y sin utilizar el modelo de responsabilidad objetiva  (Informe ministerial sobre el proyecto de código penal, 11, p. 383: "El anteproyecto no transmitía, con suficiente precisión, la noción de delito más allá de la intención. En primer lugar, era dudoso que, tal como estaba formulada la disposición, la consecuencia no deseada de la muerte constituyera, más que un delito independiente, una circunstancia agravante del delito de lesiones... Al redactar el texto definitivo dejé muy claro que es una forma de delito autónomo, del cual la muerte, un hecho no deseado, es un elemento constitutivo. Esta configuración responde a la naturaleza del delito involuntario, cuya noción significa que el hecho no deseado no sólo debe ser más grave, sino también diferente del pretendido"), para hacer compatible la preterintención con el principio de culpabilidad, aclarado por las sentencias núms.  364 y 1085 1980, sobre el elemento subjetivo del delito existe un contraste en la jurisprudencia:
- parte de la jurisprudencia configura el caso en términos de dolo con negligencia: el hecho de muerte sólo puede imputarse al agente si es previsible o evitable según sentencia de pronóstico póstumo;[68]
- sin embargo, según otra orientación, el caso en cuestión se basa en una mala conducta intencional con responsabilidad objetiva: el hecho de la muerte se carga al agente sobre la base de la causalidad únicamente, que se produce como consecuencia de actos destinados a dañar o golpear, por lo que el delito está integrado independientemente de cualquier juicio de previsibilidad o evitabilidad del evento posterior.[69]
- Esta segunda orientación, en efecto, considera concretamente inutilizable el modelo de dolo mezclado con negligencia general: debería comprobar si el infractor ha actuado o no con "prudencia" en una conducta destinada a dañar o golpear.  Y luego descarta como sustancial "responsabilidad objetiva encubierta" aquellos correctivos desarrollados y aplicados al citado modelo de dolo mezclado con negligencia, en un intento de responder a la censura del "dañar/golpear con precaución".  A continuación, mencionamos algunos de estos "correctivos", juzgados empíricamente por la literatura científica como "modelos mentirosos":
- La figura del llamado  riesgo totalmente ilícito, plasmado en un proyecto de reforma del código penal varado por su exponente más autorizado, además del presidente de la comisión encargada: el Prof. A. Pagliaro; El modelo de culpa genérica objetivada; El esquema de dolo se mezcló con presunta negligencia; La teoría alemana de la atribución objetiva del acontecimiento y La construcción atributiva jurisprudencial basada en la "progresión homogénea" entre los actos destinados a dañar o golpear y el hecho no intencional.[70]
- El debate sobre el elemento psicológico relativo a los "actos dirigidos a dañar o golpear" (art. 584 del código penal) es muy importante, aunque ha habido ciertas posiciones jurisprudenciales y doctrinales que valoran la insuficiencia de la posible intención para sustentar el alcance ofensivo requerido. por los "actos dirigidos a...", se cree generalmente que la intención también puede configurarse como sólo "posible", mientras que, en cuanto a la actitud psicológica del agente ante el hecho no intencionado, según una tesis ésta también puede ser simplemente no deseado por el agente; según una orientación más rígida, sin embargo, dicho evento no intencional debe ser rigurosamente "delegado" por el infractor: de lo contrario, en la realidad jurisprudencial, formas de atribución de posible malicia podrían usarse (incorrectamente) para atribuir el Evento de muerte (en el caso de posible malicia, el hecho no es perseguido por el delincuente, sino sólo aceptado en su posible realización): una responsabilidad objetiva sustancial disfrazada.[71]

### Noruega
El Código Penal de Noruega 2005, para castigar al autor de homicidio preterintencional, utiliza las normas generales sobre dolo (§ 22)  y negligencia (§ 23), así como las normas especiales sobre lesiones dolosas (§ 273) y homicidio involuntario (§ 275).  De hecho, el infractor será responsable de las lesiones voluntarias combinadas con el homicidio.

### En otros países
El homicidio ha sido disciplinado en muchas otras jurisdicciones: holandés (art. 302 código penal),griego (Art. 311 c.p .  "Si la lesión física tuvo como resultado la muerte de la víctima, se aplica pena de prisión de hasta diez años.[...]"»),  belga (art. 401 c.p.), alemán (§§ 227 y 18 StGB), austriaco (§ 86; §4 ÖSTGB), kuwaití, nicaragüense, polaca, danesa (§ 108), islandesa (§ 189), panameña y venezolana, colombiana, brasileña, peruana, mexicana, húngara (§ 306), albanesa (art. 88), segundo párrafo, código penal), andorese (art. 24 código penal), musulmán (chibh al-'amd), rumano (art. 16, párrafo 5, nuevo código penal), búlgaro (art. 226 código penal), japonés (art. 299 cp), congoleño (art. 6 cp), egipcio (art. 215), luxemburgués (art. 401, 418), croata (arts. 4, 39, 43, 45, 95, 98-100 cp) , sirio (Art.187, 189, 536 del Código Penal), portugués (Art.18 y 145 del Código Penal), Bosnia y Herzegovina (§ 215), finlandés (Kap XXI, § 4), chileno, turco, húngaro, sudafricanos, senegaleses, ruso y esloveno (Art. 4, 19, 129, 139 cp); y nuevamente en los sistemas penales de: Nueva Zelanda (Parte 8: Delitos contra la persona, en particular art. 166), Malasia (Capítulo XVI: Delitos contra la vida), Singapur, India (ver Art. 300-304A c.p.), China (art. 234² código penal), Indonesia, Filipinas, Irlanda (las llamadas lesiones mortales), Mongolia (artículo 96. Infligir intencionalmente una lesión corporal grave);

## En el derecho consuetudinario
En el derecho penal de los estados de derecho consuetudinario homicidio preterintencional corresponde al felony murder anglosajón: al respecto se observa que "el asesinato incluye el asesinato cometido con la intención de producir [...] un daño grave, o con la intención de producir lo que cualquiera puede fácilmente producir el otro y, por lo tanto, también incluye los casos en los que la muerte está precedida de dolo y que es consecuencia de un acto ilícito, que por su naturaleza constituye un delito. El homicidio involuntario (manslaughter), sin embargo, incluye el homicidio causado por omisión, el homicidio involuntario, el homicidio accidental resultante de un acto ilícito que no es un delito, y similares".
En los Estados Unidos, "la Corte Suprema [...] tolera la responsabilidad estricta u otras formas de responsabilidad objetiva, como delitos agravados por el hecho, como el asesinato grave.  Además, en la literatura jurisprudencial estadounidense, lo ocurrido en Sandstrom v.  Montana, año 1979, donde "el juez instruyó a los jurados: 'la ley presume que una persona quiere consecuencias ordinarias por sus actos voluntarios'".                                                              En el derecho canadiense, aunque en la realidad jurisprudencial es difícil renunciar al "delito grave-asesinato": L'Heureux-Dubé señala - y Don Stuart confirma la afirmación del juez - que en el mundo del derecho consuetudinario, nadie tiene fundamentalmente abandonado ciertas hipótesis sobre el delito de asesinato que, si no en la terminología, al menos en los hechos, siguen salpicando el mundo criminal... en diversos  sistemas de varias jurisdicciones de habla inglesa.  Además de la noble tradición, versari in re illicita encontraría legitimidad en el derecho comparado y en las necesidades de prevención y retribución en general.  L'Heureux-Dubé se inspira - para apoyar su opinión al menos aparentemente retrógrada - en algunos escritos que recientemente han revalorizado la figura del delito de asesinato, después de los ataques despiadados que este asunto había sufrido durante siglos por parte de la doctrina".  Y, de hecho, “según Crump & Crump, por ejemplo, no sólo los casos de pura “disuasión”, sino también las expectativas de naturaleza retributiva justificarían ciertas –quizás bien reestructuradas y delineadas– formas de homicidio grave.  De hecho, la conciencia social considera asesino no sólo al asesino que mata intencionadamente, sino también, por ejemplo, al secuestrador que, aunque no sea voluntario, provoca la muerte del secuestrado, o al ladrón que, en la excitación de la huida, escapa de un golpe fatal.  En resumen, tras el neorretribucionismo norteamericano, también hay lugar para tesis “sectarias” dispuestas a rehabilitar la misma odiada figura del asesinato criminal.  Hay que decir también que en Canadá, a este respecto, las voces contra cualquier forma de versari>> in re illicita parecen aún predominantes: buscando una aplicación cada vez mayor del principio de culpabilidad.  Sin embargo, la Corte Suprema de Canadá, en sus recientes posiciones sobre la constitucionalización del principio de culpabilidad, ha planteado el problema del nivel mínimo de mens rea requerido constitucionalmente.  Esto ha llevado a la doctrina a dudar de la eficacia de la barrera normativa y jurisprudencial opuesta a la lógica del versari in re illicita, y a temer que el tan cacareado respeto al principio de responsabilidad subjetiva quede reducido a lo que ya está consolidado en la legislación civil. sistemas jurídicos: una simple abrogación formal de la responsabilidad objetiva-preintencional, que en esencia se enmascara como posible fraude o supuesta negligencia.
El derecho penal escocés, por su parte, permite, en los casos de asesinato cometido praeter-intentionem, una evaluación más ágil de la intención: «dado que es más fácil deducir esta intención criminal del comportamiento del sujeto, [...] que caracteriza la «mala temeridad» del asesinato>>; la razón viene dada por la valoración que la jurisprudencia hace de la «progresión preeter-intencional»: «no tiene en cuenta la actitud subjetiva del criminal, que bien podría no había previsto en absoluto el delito de muerte - y la muerte no le fue necesariamente debida, subjetivamente, previsible -, y sin embargo es declarado culpable de asesinato>>. Sin embargo, esta agilidad probatoria nunca ha "caducado" en el juicio de los más Versión "primordial" del delito de asesinato, en la que cualquier acontecimiento fatal resultante de la comisión de un delito – es decir, un delito grave – se atribuía automáticamente al autor del delito como asesinato: <<incluso en los casos en que el asesinato fue absolutamente no el asesinato "producto natural" del crimen fundamental>>.  La doctrina, como prueba, siempre ha subrayado esta distinción: «El derecho escocés nunca ha conocido una institución tan cruda, y resultado de una aplicación ciega y obtusa de la máxima que in re illicita versatur...»;  No es casualidad que <<Hume criticara y casi se burlara de la ley inglesa en este punto>>.